# Messianizmus
A messianizmus a messiás eljövetelébe vetett hit, aki egy embercsoport megmentőjeként működik.
A kereszténységben a messianizmus a zoroasztrizmus vallási meggyőződése nyomán létre, de más vallásoknak is vannak a messianizmushoz kapcsolódó fogalmai. A messiásfogalommal rendelkező vallások közé tartozik a judaizmus ( Mashiach ), a kereszténység ( Krisztus ), az iszlám (Īsză Maszih), a drúz hit (Jézus és Hamza ibn Ali), zoroasztrizmus (Szaósjant), buddhizmus (Maitréja), taoizmus (Li Hon), a bábizmus, a rasztafariánus mozgalom (Hailé Szelasszié), a messianisztikus afrikai intézményesült egyházak csoportja (pl. a kimbangizmus).

## Zoroasztrizmus
A zoroasztriánus hagyomány három jövőbeli megváltót lát. Ezek közül a harmadik Szaosjant  aki vezeti az emberiséget a hazugság elleni végső csatában.
A Szaosjant tulajdonnévként szerepel az Avesztában, ő az, aki egyben harcol a gonosz erőivel és előkészíti a világ végét. Végül Ahura Mazda győzedelmeskedik, Szaosjant pedig feltámasztja a halottakat, akik feltámadnak az örök tökéletességre, lelkük pedig megtisztul, és újra egyesülnek Istennel.

## Judaizmus és kereszténység
A judaizmusban a messiás egy jövőbeli zsidó személy lesz Dávid nemzetségéből, a zsidó nép és az emberiség megváltója. A kereszténységben Jézus a messiás, a Megváltó és a vallás fő áramlata alapján maga a megtestesült Isten volt.

## Iszlám
Az iszlámban Jézus próféta volt, Isten küldötte, aki vissza fog térni az utolsó időkben.
Az iszlámban (a síita és szunnita irányzatok) a Mahdit tekintik a megígért megváltónak; ő az aki az idők végén szintén eljön a Földre.

## Buddhizmus
Maitréja egy bódhiszattva, akinek a buddhista hagyomány szerint a Földön kell megjelennie, elérni a teljes megvilágosodást és a tiszta dharmát tanítani.

## Taoizmus
A 3. század körül a vallási taoizmus eszkatologikus elképzeléseket fejlesztett ki. Számos szentírás megjósolja a világciklus végét, a járványokat és a megváltó Li Hong  eljövetelét.